# Lippitzbacher Straße
Die Lippitzbacher Straße (B 80a) ist eine Landesstraße B in Österreich. Sie hat eine Länge von 20 km und führt von der Süd Autobahn (A 2) zur Staatsgrenze nach Slowenien nahe Bleiburg. Auf slowenischer Seite bildet die Glavna cesta  die Fortsetzung.

## Geschichte
Die Lippitzbacher Straße wurde per Gesetz vom Kärntner Landtag am 3. April 2003 als Landesstraße B deklariert.